# Olympische Jugend-Sommerspiele 2014/Teilnehmer (Aruba)
| Gelbes Symbol für Goldmedaillen mit stilisierten Olympischen Ringen | Graues Symbol für Silbermedaillen mit stilisierten Olympischen Ringen | Braundes Symbol für Bronzemedaillen mit stilisierten Olympischen Ringen |
| ------------------------------------------------------------------- | --------------------------------------------------------------------- | ----------------------------------------------------------------------- |
| —                                                                   | —                                                                     | —                                                                       |

Die Jugend-Olympiamannschaft aus Aruba für die II. Olympischen Jugend-Sommerspiele vom 16. bis 28. August 2014 in Nanjing (Volksrepublik China) bestand aus vier Athleten.

## Athleten nach Sportarten

### Leichtathletik
Jungen
- Reginald Koc
100 m: DNS (Finale)

### Schwimmen
| Mädchen - Daniella van den Berg 400 m Freistil: 22. Platz 800 m Freistil: 15. Platz | Jungen - Jordy Groters 50 m Brust: 11. Platz 100 m Brust: 20. Platz |

### Segeln
Jungen
- Mack van den Eerenbeemt
Techno 293: 14. Platz